# Полозова, Тамара Дмитриевна
Тама́ра Дми́триевна По́лозова (1928—2018)— советский и российский педагог, профессор, член-корреспондент Российской академии образования, автор более трехсот работ в области педагогики.

## Биография
Тамара Дмитриевна Полозова родилась 20 июля 1928 г. в деревне Шегары Островского района Костромской области. В девять лет лишилась отца.
Окончила среднюю школу в городе Кинешме Ивановской области. Одновременно с окончанием школы 13 августа 1943 года сдала экстерном экзамены при Вичугском педагогическом училище.
Во время Великой Отечественной войны работала учителем начальных классов Александровской семилетней школе.
В 1944 году поступила на филологический факультет Московского государственного университета им. М. В. Ломоносова, на отделение русской филологии. После окончания университета в 1949 году поступила в аспирантуру НИИ содержания и методов обучения Академии педагогических наук СССР. В 1954 году после защиты диссертации получила учёную степень кандидата педагогических наук.
После окончания в 1952 году аспирантуры стала работать старшим научным сотрудником в Президиуме АПН СССР. В 1953 году перешла на работу в НИИ художественного воспитания и стала заведовать сектором литературного творчества и чтения детей и юношества. В НИИ художественного воспитания Тамара Дмитриевна Полозова проработала 23 года. В 1976 году она получила звание профессора, и стала заведовать кафедрой в Московском государственном университете культуры и искусств. В 2000 году Т. Д. Полозова перешла на работу в Московский государственный гуманитарный университет им. М. А. Шолохова.
В 2001 году она получила диплом доктора педагогических наук. 27 апреля 2001 года была избрана членом-корреспондентом Российской академии образования.

## Награды и почётные звания
Т. Д. Полозова — Заслуженный работник культуры РФ, Отличник просвещения СССР.